# 장평공주
장평공주/곤흥공주(중국어: 長平公主/坤興公主, 1631년 - 1646년)는 명 사종 주유검의 차녀이다. 이름은 정사에 기록되지 않았으며, "주휘제" (일설로는 주미착(朱媺娖))이라는 이름으로 잘 못 불렸다.

## 생모, 연령
《명사 · 공주전》에는 장평공주의 생모가 언급되어 있지 않다. 다른 사료는 생모가 황후 주씨, 공주의 생모가 순비 왕씨라는 설은 1996년 대만 작가 린페이펀이 쓴 《천문 · 명말춘추》라는 책에 나오는 뒤죽박죽이라고 했지만 이후 여러 차례 인용됐다.
공주의 나이는 "갑신년 열여섯 (허세)"이란 말은 《명사 · 공주전》에만 남아있다. 이 기록은 오위업의 《수구기략(綏寇紀略)》에서 따온 것으로 여겨지며, 원문에는 "장평공주의 해 보름, 방곡"이라고 적혀 있다. 나머지 사적도 갑신(1644년) 15년이지만, 모두 황후 주씨가 낳은 것으로 기록되어 있다. 3남 주자형은 숭정 5년 (1632년)에 태어났다. 장평공주는 1631년에 태어났을 것이다. 청나라 강희 연간에 성서된 《삼강식략(三岡識略)》은 "갑신세 연보 십일"이라 쓰여있다.

## 생애
언니는 곤의공주이고 동생으로는 소인공주가 있다. 16살 때, 숭정제는 도위 주현 (일명 주세현)에게 시집보냈으나, 도적이 습격해 혼사를 중지했다. 이자성의 베이징 입성 소식이 궁중에 전해지자 숭정제는 낙담하여, 황후에게 자결을 요구하고, 귀비는 자결하였고, 장평공주가 "왜 우리 가족을 낳았습니까!"라고 탄식하였다. 검을 휘두르며 공주를 베고 왼팔을 부러트렸다. 그리고 어린 소인공주를 죽였다. 다행히 장평공주는 닷새 후에 깨어났다.
청나라 초기, 장평공주는 순치제에게 출가를 허가받지 못했다고 상서했고, 순치제는 그녀를 주현에게 시집보냈다. 장천 《장평공주뢰(長平公主誄)》에 따르면, 장평공주는 결혼 후, 주현과 서로 손님처럼 존경하며, 그녀는 시문을 좋아하고 바느질, 요리에 능했지만, 공주는 망국의 아픔과 이후의 태자 사건 등으로 우울함에 빠져 병이 되었다. 1년여 뒤 임신 중 지병으로 세상을 떠났다. 광녕문 (창의문이라고도 함) 외주씨 저택에 묻혔다. 오위예는 《사릉장공주만시(思陵长公主挽诗)》를 지으며, "귀주여 음미하라, 전조의 전명은 빛나고 홍문은 원근에 드리워져 흥망을 슬퍼하며...(贵主媺音美，前朝典命光，鸿文垂远近，哀诛著兴亡……)"라 썼다.

## 문학 예술에서의 이미지
청나라 이후, 장평공주의 이야기는 희곡, 소설, 영화 등 다양한 장르의 문예 작품으로 창작되었다. 광동극 《제녀화(帝女花)》는 근대에 공연된 희곡의 극본이다. 장평공주와 주세현의 사랑을 그린 극으로, 장편공주와 주세현이 화촉의 밤에 독약을 먹고 자살하는 내용을 담고 있다 (역사에서 장평공주는 망국의 아픔으로 우울증에 걸려 죽었다).
장평공주가 명나라가 망하자, 출가하여 무예를 익히고 반청복명을 걸고 여사랑 등을 제자로 받아들였다는 설이 있으나 이는 허구이다. 당대의 소설은 참고가 많다. 김용의 소설 《벽혈검》의 아구(阿九), 《녹정기》의 구난(九難)은 소설의 무공 절정의 고수 중 한 명이다. 양우생 소설 《강호삼녀협(江湖三女俠)》의 외팔신니(獨臂神尼)는 이 전설을 모티브로 하였다.

### 영상 관련 작품

#### 드라마
- 1977년 《벽혈검》 이통명
- 1980년 《무협제녀화》 미설
- 1983년 《십삼매》 이림림
- 1984년 《녹정기》 진가의
- 1984년 《녹정기》 이지린
- 1985년 《벽혈검》 모순균
- 1992년 《일대황후대옥아》 예숙정
- 1994년 《난세불료정》 조아지
- 1998년 《녹정기》 이려려
- 2000년 《벽혈검》 사시만
- 2000년 《소보여강희》 이비
- 2003년 《황태자비사》 정솽
- 2003년 《제녀화》 사시만
- 2005년 《명말풍운》 시답답
- 2006년 《수주중원》 장림정
- 2007년 《벽혈검》 손비비
- 2008년 《녹정기》 하가이
- 2014년 《녹정기》 왕완연

#### 영화
- 1959년 《제녀화》 백설선
- 1988년 《전국밀조》 손리
- 1992년 《녹정기 2 - 신룡교》 마해륜
- 1993년 《신벽혈검》 장민

## 같이 보기
- 명사 (역사서)
- 녹정기
- 명 사종
- 갑신지변